# Râul Cenușăreasa
Râul Cenușăreasa este un curs de apă, afluent al râului Frăsinișu.

## Hărți
- Harta munții Tarcău  Arhivat în 22 februarie 2010, la Wayback Machine.